# Keith Moon
Keith John Moon (Londres, Inglaterra, 23 de agosto de 1946-ibídem, 7 de septiembre de 1978) fue un músico inglés, conocido por ser baterista de la banda británica de rock The Who. Se ganó el reconocimiento por su estilo exuberante e innovador en la batería, y su excéntrico comportamiento autodestructivo, lo que le valió el apodo de «Moon the Loon» («Moon el chiflado»). Moon se unió a The Who en 1964. Participó en todos los álbumes y sencillos desde su debut, en «Zoot Suit» de 1964, hasta Who Are You de 1978, álbum que fue lanzado solo tres semanas antes de su muerte.
Moon fue conocido por su dramática y emocionante forma de tocar la batería—evitando frecuentemente los ritmos básicos, enfocando su técnica en la rapidez, subrayando los redobles a través de los tambores, manejando ambidiestramente el doble bombo y golpeando salvajemente los platillos. Es mencionado en el Salón de la Fama del Rock como uno de los grandes bateristas del rock, y de manera póstuma, fue incluido en el Rock Hall como miembro de The Who en 1990.
El legado de Moon, como miembro de The Who, como solista y como una excéntrica personalidad, sigue cosechando premios y elogios. Los lectores de la revista Rolling Stone, lo posicionaron en el segundo lugar entre «Los Mejores Bateristas de Todos los Tiempos» en 2011, casi 35 años después de su muerte.

## Juventud y vida personal
Keith John Moon vivió en Wembley, Middlesex. De niño era hiperactivo y tenía una imaginación inquieta. En su juventud, lo único que podía mantener su atención era la música. Moon falló en su examen «11-plus» (que otorga ingresos a exclusivos colegios de secundaria), por lo que asistió a una escuela secundaria moderna para alumnos de bajo rendimiento, donde es descrito en un informe de su profesor de arte como: «Retardado artísticamente. Idiota en otros aspectos». Por el contrario, el maestro Aarón Sofocleous elogió sus habilidades musicales y lo animó a su estilo caótico, incluso en uno de sus informes señaló que «Tiene una gran habilidad, pero debe cuidarse de la tendencia a presumir». De la escuela y en camino a casa, Keith iba al Macari's Music Studio en Ealing Road, donde tomaría clases de batería, aprendiendo sus habilidades básicas en ella. Dejó la escuela definitivamente en 1961.
El 17 de marzo de 1966, Moon se casó en secreto con su novia embarazada, Kim Kerrigan, a quien conoció en Bournemouth. Su hija Amanda Jane, nació el 12 de julio de 1966. Kerrigan dejó a Moon en 1973. Ella se fue a vivir con su hija a la casa del teclista de Faces, Ian McLagan, con quien estaba teniendo una aventura, divorciándose de Moon en 1975 (Kerrigan y McLagan se casaron en octubre de 1978, un mes después de la muerte de Keith. Ella murió en un accidente automovilístico en Texas en 2006). Antes del divorcio, Moon se relacionó con la modelo británica Georgiana Steele, y posteriormente con Annette Walter-Lax, una modelo sueca.

## Primera época musical
A los doce años, Moon se unió a la banda local Sea Cadet Corps como intérprete del bugle, pero al cabo de un tiempo, cambió su instrumento por la batería. Comenzó a tocarla a los catorce años después de que su padre le comprara un kit. Recibió lecciones de uno de los bateristas más ruidosos de la época, Carlo Little, a quien le pagaba diez chelines por lección. Durante este tiempo se unió a su primera banda seria, llamada «The Escorts». Más tarde, pasó a ser el baterista de «The Beachcombers», una banda de covers de Londres, que destacaba por realizar interpretaciones de canciones de Cliff Richard.
Moon tocó inicialmente el estilo percusional del surf rock y el jazz americano, con una mezcla de R & B, utilizando el ritmo de esos géneros, en especial el del intérprete Hal Blaine de Wrecking Crew. Sin embargo, Keith tocó más rápido y fuerte, con más persistencia y autoridad. Los músicos favoritos de Moon fueron los artistas de jazz Gene Krupa y Sonny Rollins.

## The Who

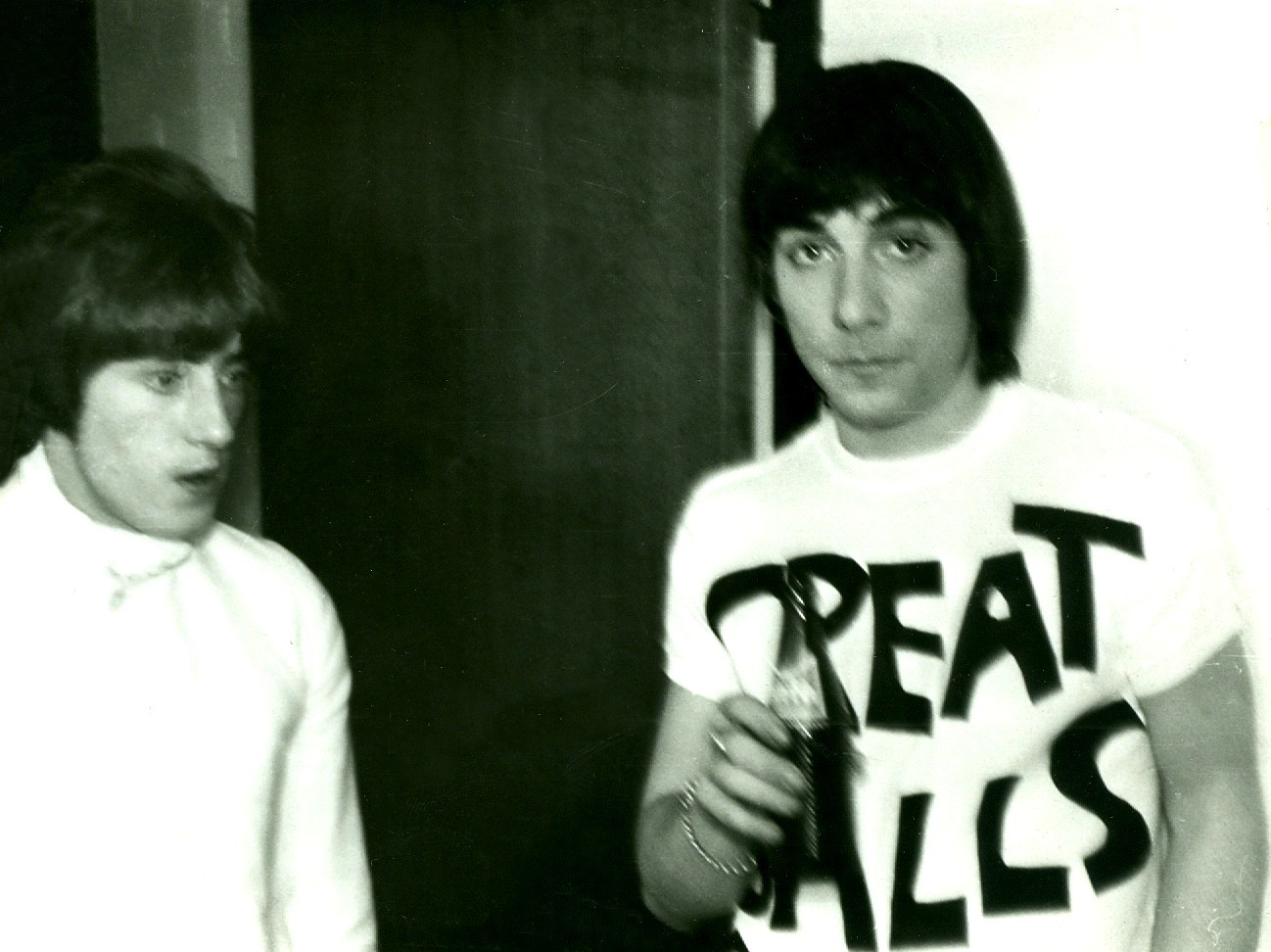
Roger Daltrey y Keith Moon en Ludwigshafen, Alemania, en 1967.

A los 17 años, Moon se unió a The Who, en sustitución de Doug Sandom, después de que la banda recibiera la noticia de que no podían esperar un contrato de grabación sin un baterista mejor. En abril de 1964, después de una audición improvisada en el Hotel Oldfield en Greenford, oeste de Londres, Moon, que el año anterior había sido batería en Wembley, Clyde Burns y el Beachcombers, se une a The Who. La banda había tenido como batería temporal a Dave Golding después de la salida de Sandom. A principios de la carrera de The Who, trataron de diferenciarse de otras bandas de la época. Cuando culminaban sus presentaciones en vivo, en lo que más tarde se describió como «arte autodestructivo», Pete Townshend y Moon, destruían sus equipos musicales de manera estilizada y desenfrenada, haciéndose un nombre por sí mismos en la prensa y llamando la atención que les faltaba. Fue un acto que fue imitado por otras bandas y artistas como Jimi Hendrix (que acababa de firmar con el mismo sello discográfico) en el final de su presentación en el Monterey Pop Festival de 1967. Moon se mostró celoso por esto, pateando y golpeando su batería. Durante el final de su aparición en el programa de televisión The Smothers Brothers Comedy Hour en 1967, Moon cargó con explosivos uno de sus bombos. Durante el final de «My Generation», él pateó el otro bombo que accionó la carga. La intensidad de la explosión sorprendió al mismo Moon. Como resultado, el cabello de Townshend quedó chamuscado, y un trozo del platillo quedó incrustado en el brazo del propio Keith. Se ha especulado que la explosión, dejó sordo a Townshend por unos cuantos minutos, lo que posteriormente le llevó a padecer tinnitus, aunque Townshend lo atribuyó al uso de auriculares en el estudio de grabación. Durante una de sus actuaciones en la televisión en solitario, Moon utilizó los toms de su batería, de acrílico transparente con el interior lleno de agua y con peces de colores en él, jugando con ellos para el público. Hechos como este le valieron el apodo de «Moon the Loon» («Moon el chiflado») y «Mad Moon» («Loco Moon»). Debido a este comportamiento, se convirtió en uno de los más conocidos bateristas de su generación, y los demás miembros de The Who se beneficiaron de esta exposición.
La inclinación de Keith por hacer reír a sus compañeros de banda mientras estos se encontraban en el proceso de grabación, los llevó a hacerlo desaparecer del estudio. Esto llevó a Moon a infiltrarse en el estudio a escondidas, mientras que se unía a ellos para la grabación de las voces y coros. Se puede escuchar su voz en varias pistas, incluyendo «Bell Boy» (Quadrophenia de 1973), «Bucket T» y «Barbara Ann» (Ready Steady Who, EP de 1966), y los coros altos en otras canciones, como «Pictures Of Lily».

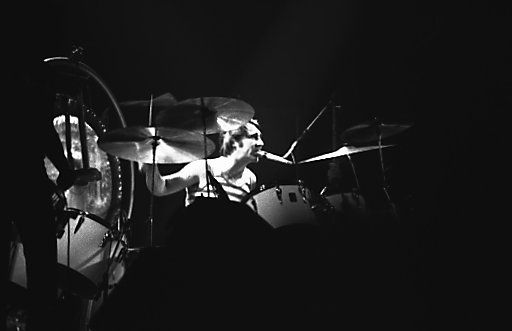
Keith Moon el 21 de octubre de 1976, en un show en Canadá

Moon fue acreditado como compositor de «I Need You», que también cantó, y el instrumental «Cobwebs and Strange» (A Quick One de 1966), el sencillo Lado B «In The City» (coescrita por Moon y John Entwistle), «Dogs Part Two» (1969) (compartiendo créditos con Townshend y los perros de Entwistle, Towser y Jason), «Tommy's Holiday Camp» (Tommy de 1969), «Waspman» (1972), y «Girl's Eyes» (de las sesiones de The Who Sell Out, Thirty Years of Maximum R&B y la reedición de 1995 de The Who Sell Out). Él también cocompuso el instrumental «The Ox» (del álbum debut My Generation) con Townshend, Entwistle y el tecladista Nicky Hopkins. «Tommy's Holiday Camp» se acreditó a Moon, quien sugirió que la acción debe tener lugar en un campamento de vacaciones. La canción fue escrita por Townshend, y aunque Moon canta en la pista de estudio, la versión del álbum proviene de un demo de Townshend. Sin embargo, Moon la interpretó en numerosos conciertos en vivo, como también en la versión cinematográfica de Tommy. También participó en la producción de «Baba O'Riley», sugiriendo que en la coda de la canción, apareciese un solo de violín, que finalmente realizó Dave Arbus, un amigo personal.
Daltrey comentó en una entrevista: «Un montón de gente nunca ha comprendido la importancia del estilo de Keith para The Who. Por hacer una metáfora, imaginemos que Pete y John son dos agujas de tejer y Keith un ovillo de lana. Él llevaba el tema, y con la voz encima se generaba el resultado. Si se lo sacaba a Keith, se derrumbaba todo».
Muchos bateristas de rock han citado a Moon como influencia en sus estilos, incluyendo a Neil Peart y Dave Grohl. El grupo de punk y mod revival The Jam, tributó a Keith en el segundo sencillo de su tercer álbum, titulado «Down in the Tube Station at Midnight», en el que el lado B del sencillo, es un cover de la canción de The Who, «So Sad About Us». La contraportada del disco, es una foto de la cara de Moon. El sencillo fue lanzado un mes después de la muerte de Keith.

## Desenfreno
Un día estaba en la habitación de Keith y le dije, «¿Puedo usar tu baño?» Él sonrío y dijo: «Claro». Fui allí y no había baño, sólo una especie de curva en S, y pensé «Cristo, ¿que pasó?» Él dijo, «Bueno era una "cherry bomb" (petardo) a punto de estallar en mi mano y la tiré por el inodoro para evitar que explotara». Así que le dije, «¿Son tan poderosas?» y él dijo, «Sí, ¡es increíble!». Así que le dije, «¿Cuantas de ellas has conseguido?» con el miedo en mis ojos. Él se rio y dijo, «Quinientas», y abrió una caja llena hasta el tope con ellas. Y por supuesto, desde ese momento nos echaron de todos los hoteles en que hemos estado.
Pete Townshend, del libro Amazing Journey: The Life of Pete Townshend por Mark Wikerson

Moon llevaba un estilo de vida muy destructivo. Asoló habitaciones de hoteles, las casas de sus amigos y hasta su propia casa, tirando los muebles por las altas ventanas y prendiéndole fuego a los edificios. En una ocasión, la banda debía realizar un show en el estadio de fútbol del Charlton Athletic, y estaban esperando en el vestuario la llegada de Keith. Un testigo describió la entrada repentina del baterista: «De repente, se produjo un gran estrépito y Keith Moon cayó a través del techo, abriéndose camino a través del techo de hierro corrugado».
Junto con los artículos de su batería, la más famosa (y favorita) carta de presentación de Keith era detonar explosivos de alta potencia por el inodoro. Se ha estimado que la destrucción de los baños y tuberías superó los UK£300.000 (US$500.000). Los niveles de destrucción obligaron a la banda a alojarse en los alrededores de Nueva York por un tiempo, cuando tenían presentaciones en aquel lugar, y la repetida práctica de volar los inodoros de Moon, lo llevó a ser suspendido de por vida en el alojamiento en varias cadenas hoteleras del mundo, incluyendo el Holiday Inn, el Sheraton y el Hilton, como también el Waldorf-Astoria. Moon hizo esta práctica tan famosa, que cuando a Nick Harper le preguntaron sobre sus recuerdos de infancia en torno a The Who, lo primero que recordó fue: «Me acuerdo de Keith volando los baños».
Según la biografía de Tony Fletcher, el uso de la pirotecnia por parte de Keith comienza en 1965 cuando éste compró 500 «cherry bombs». Al poco tiempo, las «cherry bombs» quedaron atrás y Moon comenzó a utilizar explosivos cada vez más fuertes. Desde el uso de M-80 hasta cartuchos de dinamita, explosivo que se convertiría en su preferido para destrozar los baños. «Ver toda esa porcelana volando por los aires es algo inolvidable», expresó Moon. «Nunca había comprobado el poder de la dinamita. Ya había estado usando petardos antes». En un corto período, Keith ya se había ganado la reputación de «dejador de hoyos» en los baños, elevando así su reputación como el primer infierno viviente del rock and roll. Fletcher continúa afirmando que «no había baño o habitación segura en un hotel», con Moon detonado su suministro de explosivos.
Desconocido fue para muchas personas en aquel momento, el hecho de que Moon incitó a John Entwistle en ayudarlo a volar los baños. En una entrevista de 1981 con el diario Los Angeles Times, Entwistle confesó: «Muchas veces, cuando Keith volaba los baños, yo estaba de pie detrás de él con los fósforos». Durante un incidente entre Keith y la gestión hotelera, se le pidió a Moon que bajase el volumen de su reproductor de casetes, porque estaba haciendo «mucho ruido». En respuesta, Moon llamó al gerente a su cuarto, encendió un cartucho de dinamita en el baño y cerró la puerta. Tras la explosión, Moon contestó al sorprendido gerente: «Eso, querido muchacho, era el ruido». Keith se volvió al reproductor de casetes de nuevo y exclamó: «Esto es The Who». En otra ocasión, en Alabama, Moon y Entwistle cargaron un baño con «cherry bombs» porque no podían recibir servicio de habitación. Según Entwistle: «Ese baño era sólo polvo en todas las paredes. En el momento en que nos marchamos, el gerente del hotel nos llevó las maletas hasta el concierto y nos dijo: “No regresen”».
Los actos, aunque a menudo alimentados por el abuso de drogas y de alcohol, eran la manera de expresar su excentricidad, así como también, le gratificaba recibir el escándalo público. En la biografía de Keith, Full Moon, su asistente personal y viejo amigo, Dougal Butler, comentó: «Haría cualquier cosa si él sabía que había bastante gente alrededor que no quería que lo hiciera».
Según Townshend, la reputación de Moon por el comportamiento errático era algo que él cultivaba. Una vez, en el camino a un aeropuerto, Moon insistió en su regreso al hotel, diciendo: «Me olvidé de algo. ¡Tenemos que volver!» Cuando la limusina regresó, Moon corrió a su cuarto, agarró  la televisión mientras estaba conectada y la arrojó por la ventana a la piscina. Luego regresó de un salto a la limusina, y suspirando dijo: «Casi se me olvida» [cita requerida].
En 1967, Moon realizó una serie de sucesos que lo convertirían en una de las leyendas más famosas del rock.
De acuerdo con el libro Local DJ, a Rock & Roll History, después de que The Who teloneara a Herman's Hermits, Moon celebró su cumpleaños número 21 en una fiesta en el Holiday Inn, en Flint, Míchigan. Ya ebrio, comenzó la celebración encendiendo un cartucho de dinamita en el baño de su habitación. Cuando la dinamita no funcionó, Moon entró para observar la situación. Moon salió del cuarto de baño en el último momento tras la explosión, evitando así que los fragmentos de porcelana pudieran herirlo. A continuación, subido a un Cadillac (según la propia versión de Moon, era un Lincoln Continental) se arrojó con él a la piscina del recinto. Hasta entonces, el administrador del Holiday toleraba estos actos de Moon, siempre y cuando la banda pagara los gastos, después de este hecho, decidió que ya había tenido suficiente. El ingreso a The Who fue prohibido en todos los hoteles Holiday Inn de por vida, así como a Flint. El autor Peter C. Cavanaugh, que estaba allí y fue testigo de primera mano del caso, recordó los acontecimientos para un documental sobre la escena del rock en 1960. Según el libro, The Who In Their Own Words, Moon dijo que el incidente en Holiday fue donde se rompió el diente. Otras personas que asistieron al evento, incluyendo a Entwistle, ponen en duda la veracidad de la historia del auto en la piscina, pero confirman otras partes de la historia. Otra versión de la noche, fue relatada por el biógrafo de Moon, Tony Fletcher, en el libro Moon: The Life and Death of a Rock Legend. «Varios miembros (de Herman's Hermits y The Who) se lanzaron sobre Keith, lo inmovilizaron en el suelo y le quitaron los pantalones»... «Keith, desnudo de la cintura hacia abajo, corrió fuera de la habitación, y estrelló uno de sus dientes» (p. 220). Fue después de que Moon fuera al dentista, donde 30 o 40 personas de la fiesta, salieron, algunos con extintores, a ensuciar la piscina. De acuerdo con el programa de televisión de VH1, Behind the Music, el diente roto fue a causa de un clavado o salto en la piscina del Holiday, cuando no había agua en ella.

### Problemas en el escenario
La inclinación de Moon por la vida salvaje, no solo afectó a su vida social, sino que comenzó a hacer mella en su salud, cuando aún estaba en la veintena. Los problemas mermaban su calidad en la batería así como su fiabilidad como miembro de la banda. En la gira de Quadrophenia de 1973, en el Cow Palace en San Francisco, California, Moon tomó una gran mezcla de tranquilizantes de caballo con brandy. Keith se desmayó en el escenario durante «Won't Get Fooled Again» y nuevamente en «Magic Bus». Townshend preguntó a la audiencia, «¿Puede alguien tocar la batería? - me refiero a alguien bueno». Un miembro del público, Scot Halpin, completó el resto de la presentación. Townshend, más tarde, dijo en una entrevista que él no sabía cuanto era lo que consumían John y Keith. «Keith consumía de todo... mandrax para irse a dormir, tranquilizantes de elefante. Tomaba lo que le dieran». Durante el receso de grabaciones que se tomó la banda entre 1975 y 1978, Moon subió mucho de peso. Sin embargo, Entwistle sostuvo que Moon y él, alcanzaron su cima en vivo durante los años 1975 y 1976. Esa gira les valió el apelativo de la revista Rolling Stone como la mejor banda de rock en vivo.
El amigo cercano de Moon, Ringo Starr, estaba seriamente preocupado por su estilo de vida, y le dijo a Moon que si seguía yendo por el camino que iba, se terminaría matando. Moon simplemente respondió: «Sí, lo sé».

## Relaciones personales

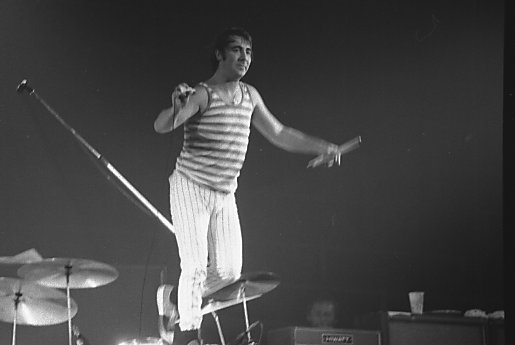
Keith Moon en la cima de su batería, el 21 de octubre de 1976.

Un lado más oscuro del comportamiento de Moon, tentativamente diagnosticado como un trastorno límite de la personalidad en la biografía de Fletcher, fue la aparición de la violencia física hacia su esposa Kim. Aunque nunca golpeó a su novia Anette, más tarde, abusó verbalmente de ella. Moon amaba a su hija Amanda, pero no estaba preparado para ser padre, y esto se tradujo en una relación incómoda para ambos, debido a la inseguridad de la misma. Cuando Kim dejó a Moon, sus celos hacia la mujer eran lo suficientemente grandes como para que estuviera dispuesto a pagar a alguien para que le rompiera los dedos al pianista Ian McLagan, quién se convirtió en novio de ella después de la ruptura conyugal. No fue sino hasta un mes después de la muerte de Moon, que los dos se casaron.
Annette Walter-Lax describió a Moon como el cambio en un gruñido, una bestia incontrolable, como algo sacado de una película de terror. Ella le pidió a su vecino en Malibú, el actor Larry Hagman, internar a Moon en una clínica para desintoxicarlo (como lo había intentado más de una vez), pero cuando los médicos registraron el consumo de Moon en el desayuno (una botella llena de champaña, junto con un Courvoisier mezclado con anfetaminas), concluyeron que no había esperanza.
En una entrevista, Alice Cooper recordó a Micky Dolenz, Harry Nilsson y a Moon, entre otros, como compañeros de juerga. De este último, comenta que utilizaba un montón de disfraces que provocaba el humor en los demás, sobre todo cuando vestía de Papa. Joe Walsh recuerda conversaciones con Keith, encontrando sorprendente e ingeniosas las improvisaciones que tenía Moon contando historias al estilo Peter Cook cuando estaba ebrio, comentando que ni él estaba seguro de haber conocido al verdadero Keith Moon, si es que lo hubo.
Aparte de sus relaciones amorosas, y aunque su comportamiento era escandaloso, Moon tenía vena humorística, como su amigo Vivian Stanshall de Bonzo Dog Band afirmó. Moon produjo la versión de Stanshall del disco de Terry Stafford, Suspicion.
Moon tenía un Rolls-Royce de color lila, pintado con pintura de casa. En Top Gear, Daltrey comentó que a Moon le gustaba tomar cosas icónicas de clase alta y convertirlas en cosas de un nivel más bajo. El auto ahora es de propiedad de Middlebrook Garages (con sede en Nottinghamshire).

### Incidente en Hatfield
El 4 de enero de 1970, Moon estuvo involucrado en el atropello de un peatón fuera del pub Red Lion, ubicado en Hatfield, Hertfordshire. Tratando de escapar de los hostiles clientes del pub, que habían comenzado a atacar su Bentley, Moon, que estaba borracho, intentó tomar el control de su coche, atropellando en el altercado a su amigo, conductor y guardaespaldas, Neil Boland. Aunque el médico forense dijo que la muerte de Boland fue un accidente y Moon fue liberado absolutamente del cargo de asesinato, las personas cercanas a él dijeron que el accidente persiguió a Moon durante el resto de su vida. La hija de Boland dedicó gran cantidad de tiempo en esclarecer lo ocurrido, como también a investigar y preguntar a cada testigo del hecho, y concluyó que Moon no era la persona tras el volante en el incidente. Sin embargo, Keith nunca se recuperó de los sentimientos de culpa. Pamela Des Barres, una groupie con la cual Moon tuvo una relación permanente a lo largo de tres años en Los Ángeles, se alarmó por sus frecuentes pesadillas, que despertaban a ambos durante la noche, con Moon convencido de que no tenía derecho a estar vivo.

## Trabajos paralelos a The Who
Fue Moon quién recomendó el nombre de «Led Zeppelin» a Jimmy Page, quien tenía la intención de nombrar a su nueva banda como «Mad Dog». Según la lexicógrafa de Oxford, Susie Dent, Moon y Entwistle especularon con Page la posible formación de un supergrupo. Moon comentó que esta particular idea caería como un zepelín de plomo («Lead Zeppelin»). Page posteriormente adoptó el término, pero cambió el «Lead» por «Led» porque pensaba que sería mal pronunciado. Aunque la carrera musical de Moon fue dedicada a The Who, no dejó participar en proyectos menores. En 1966 hizo su primer trabajo con el guitarrista de The Yardbirds Jeff Beck, Nicky Hopkins, y los futuros miembros de Led Zeppelin, Page y John Paul Jones, para grabar un tema instrumental titulado «Beck's Bolero», lanzado como un sencillo doble ese mismo año. También tocó el timbal en «Ol' Man River» (siendo acreditado en la parte posterior del álbum You Know Who).
El 15 de diciembre de 1969, Moon se unió a la banda de John Lennon Plastic Ono Band para una presentación en vivo en el Lyceum Ballroom de Londres, para un concierto de caridad de la UNICEF. El supergrupo también estaba conformado por Eric Clapton, George Harrison, Nicky Hopkins, Yoko Ono, Billy Preston y Klaus Voormann. La banda tocó «Cold Turkey» de Lennon y «Don't Worry Kyoko» de Ono. La presentación fue posteriormente lanzada en 1972 como bonus del LP Some Time in New York City de Lennon/Ono.
En 1971 tuvo un cameo en la película de Frank Zappa 200 Motels, interpretando a una monja de la resistencia con miedo a morir de sobredosis de pastillas. Dos años más tarde, Moon participó en la película That'll Be the Day, interpretando a J.D. Clover, un baterista de una ficcional y tempranera banda de rock and roll británico llamada Stray Cats. Repetiería el rol en el año siguiente, en la secuela de Michael David Apted, Stardust, donde también participaría su amigo Ringo Starr.
En 1974 lanzó un sencillo en solitario por Track y MCA Records, llamado «Don't Worry Baby», acompañado de «Teenage Idol», un reflejo de su amor por The Beach Boys. En el día de San Valentín del mismo año, Moon participó junto a Jimmy Page, Ronnie Lane, Max Middleton y John Bonham (en la guitarra acústica), en el álbum de Roy Harper titulado Valentine. A finales de 1974, Moon tocó la batería en el álbum Pussy Cats de Harry Nilsson, que fue producido por John Lennon.
En 1975 lanzó su primer álbum en solitario titulado Two Sides of the Moon, trabajo que recopila canciones versionadas en estilo pop. Moon, en el disco, utilizó su faceta interpretativa en el canto, dejando principalmente la batería a otros artistas como Ringo Starr, y a los músicos de sesión Curly Smith y Jim Keltner. Moon, solo tocó la batería en tres pistas. El actor y músico Miguel Ferrer (Twin Peaks y Crossing Jordan) también participó en el trabajo. En el mismo año, tocó la batería en la canción «Bo Diddley Jam», en el The 20th Anniversary of Rock 'n' Roll de Bo Diddley. A finales de 1975, apareció como «Uncle Ernie» («El tío Ernie») en la película Tommy de Ken Russell, adaptación de la ópera rock de The Who, del mismo nombre.
En un bar en 1975, Moon le comentó a Graham Chapman y a Bernard McKenna acerca de la realización de una loca película. Estos la cotizaron en miles de libras, Moon sacó el dinero de su bolsillo y se los dio. Este fue el comienzo del proyecto que posteriormente se convertiría en la película Yellowbeard.´Moon quería interpretar el papel principal, pero la película tomó muchos años para desarrollarse, y en ese momento Keith estaba en una forma física deficiente y su salud era contraindicada.
En 1976, versionó «When I'm Sixty-Four», canción de The Beatles, para la banda sonora del documental All This and World War II.
Se unió en el escenario a Led Zeppelin, e interpretó junto a John Bonham la batería en un show realizado el 23 de junio de 1977 en el L.A. Forum (grabado en bootlegs de la banda).
Personificó a un diseñador de moda en el musical de 1978 Sextette, protagonizada por Mae West, y quién además contó con Ringo Starr y Alice Cooper.

## Muerte

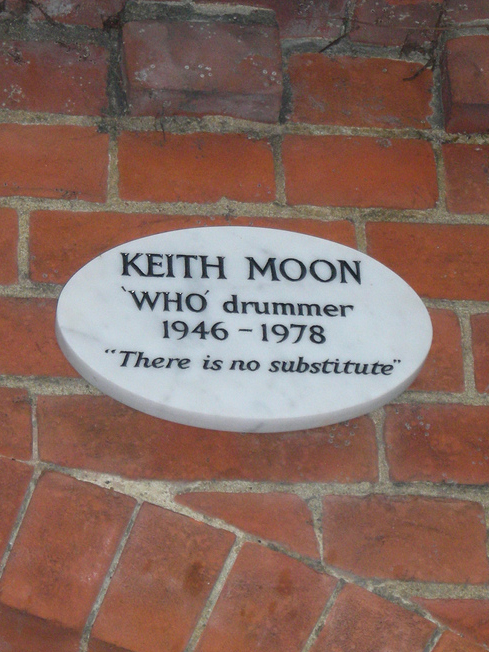
Placa conmemorativa de Keith Moon en el Crematorio de Golders Green.

Moon fue invitado por Paul McCartney al preestreno de la película The Buddy Holly Story (basada en el álbum del mismo nombre) en la noche del 6 de septiembre de 1978. Después de cenar con Paul y Linda McCartney en Peppermint Park, en Covent Garden, Moon y su novia, Annette Walter-Lax, regresaron al piso donde se alojaban, cedido por Harry Nilsson, en el N.º 12 de Curzon Place 9, Shepherd Market, Mayfair.
Moon ingirió 32 pastillas de Clometiazol. El medicamento fue un sedante que le había sido prescrito para lidiar con sus síntomas de abstinencia al alcohol, mientras intentaba desintoxicarse en su propia casa. Moon estaba desesperado por limpiarse, pero estaba aterrado con la posibilidad de volver a otro hospital psiquiátrico de desintoxicación. Sin embargo, está específicamente contraindicado el consumo de Clometiazol en casa y sin supervisión, debido a su adicción y al riesgo de mezclar el medicamento con el alcohol, pudiendo provocar la muerte.
Las pastillas fueron prescritas por su nuevo médico, el Dr. Geoffrey Dymond, que no tenía conocimiento de la naturaleza imprudente e impulsiva de Moon, junto con su largo historial de abusos con los sedantes recetados. El Doctor le recetó a Moon un frasco con 100 pastillas, y le indicó que debía tomar solo una cada vez que sintiera deseo por el alcohol (pero no más de 3 por día). La policía determinó que había 32 pastillas en su organismo, la digestión de 6 fue suficiente para causar su muerte, las otras 26 fueron encontradas sin disolver dentro de su estómago cuando él murió. Cass Elliot, integrante de The Mamas and The Papas, murió cuatro años antes en el mismo lugar, en la misma cama y a la misma edad.
Moon murió poco después del lanzamiento de Who Are You. En la portada del álbum, se le observa sentado en una silla con el respaldo hacia adelante para ocultar el peso ganado durante los últimos tres años (como se explica en Dear Boy, libro de Tony Fletcher). Casualmente las palabras «No quitar» aparecen en la parte posterior de la silla.
Keith Moon fue incinerado ese mismo mes en Londres, en el Crematorio de Golders Green, donde una placa conmemorativa con la frase «There is no substitute» («No hay sustituto», utilizando la palabra «Substitute», sencillo de The Who) fue puesta en el lugar. Sus cenizas fueron esparcidas en los jardines del crematorio (Gardens of Remembrance).

## Tras el deceso

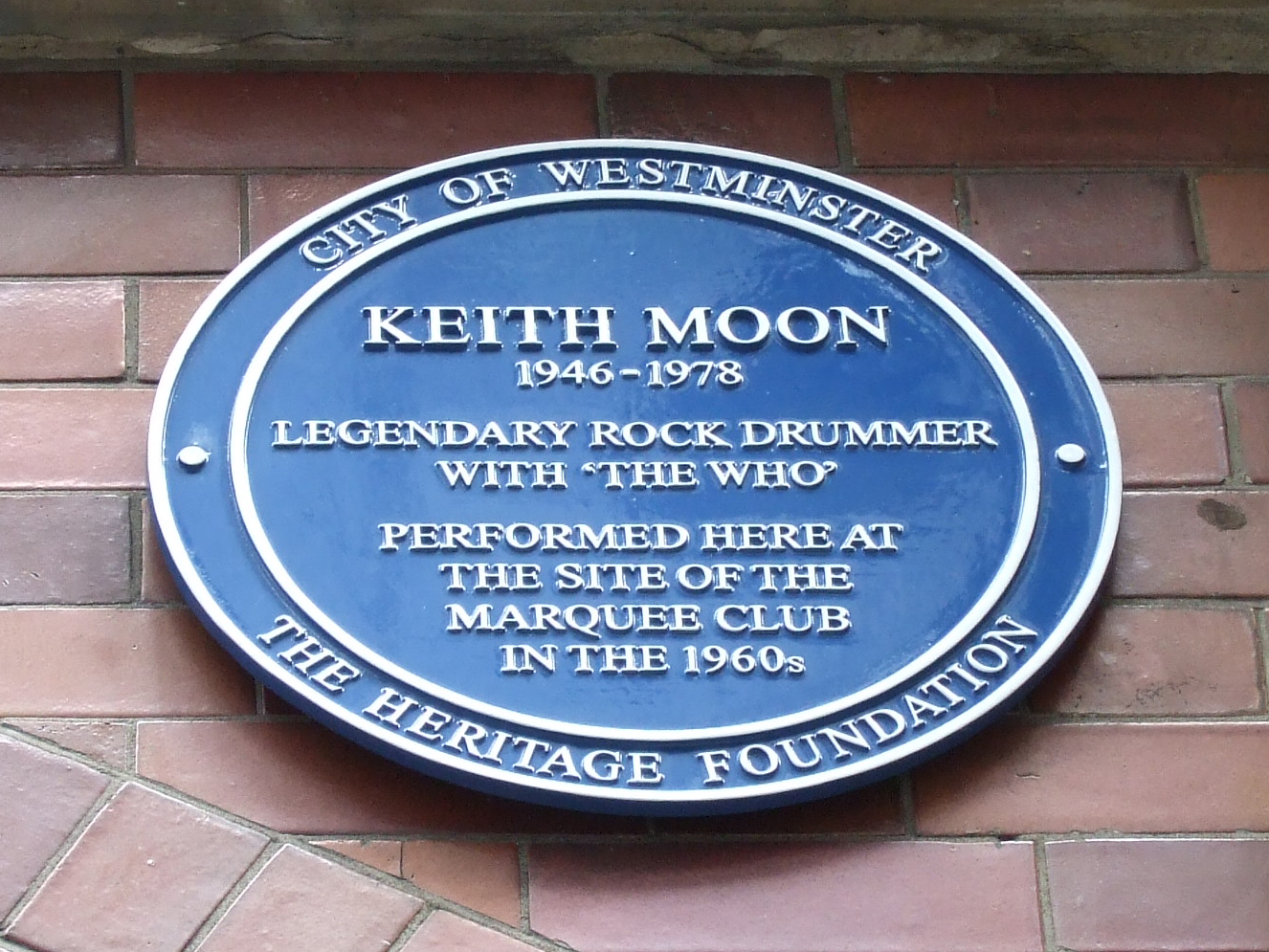
Placa de Keith Moon en el mítico Marquee Club, ubicado en el barrio de Soho, Londres.

- Después de su muerte, Moon fue reemplazado por Kenney Jones, baterista de Small Faces y Faces, como un miembro oficial de la banda. Posteriormente, Simon Phillips fue de gira con la banda como un miembro no oficial. The Who añadió también al tecladista John «Rabbith» Bundrick en las presentaciones en vivo. La posición de baterista la ocupa actualmente Zak Starkey, hijo de Ringo Starr. Moon le enseñó a Starkey a tocar la batería, refiriéndose este a Moon como «Uncle Keith» («El Tío Keith»).

- Daltrey grabó la canción «Under a Raging Moon», como homenaje a Moon. El «Middle Bar» ubicado en London Astoria fue renombrado como aquella canción.

- Tony Fletcher escribió una biografía acerca de la vida de Moon, titulada en el Reino Unido como  Dear Boy: The Life of Keith Moon. «Dear Boy» se convirtió en una especie de latiguillo de Moon, cuando comenzó a acostumbrarse al pomposo acento inglés de alrededores de 1969, particularmente cuando pedía bebida en un bar.[9] El libro fue lanzado en Estados Unidos bajo el título de Moon (The Life and Death of a Rock Legend).

- A principios de 2006, la firma de baterías de Moon, Pictures of Lily, fue reeditada por Premier Percussion bajo el nombre de Spirit of Lily.

- La exesposa de Moon, Kim, se casó con Ian McLagan de Faces en 1978, año en que Keith murió. Posteriormente, ella falleció en un accidente de tráfico cerca de Austin, Texas, el 2 de agosto de 2006.

- Daltrey produjo una película biográfica sobre Moon titulada See Me Feel Me: Keith Moon Naked for Your Pleasure, que se estrenó en 2012. El comediante Mike Myers interpretará el papel principal, teniendo que tomar clases de batería para adaptarse al personaje.[46] Sin embargo, de acuerdo con Daltrey, el proyecto aún se encuentra en etapa incierta.[47]

## Legado
Keith Moon es citado a menudo por los críticos como uno de los bateristas más grandes y más excéntricos de la música rock. Holly George-Warren, autor y editor de The Rock and Roll Hall of Fame: The First 25 Years, sostiene: «Con la muerte de Keith Moon en 1978, el rock sin duda perdió a su mejor baterista». Según Allmusic: «Moon, con su manía, lado lunático, y su vida de excesivo consumo de alcohol, fiestas, y otras indulgencias, probablemente representa el lado juvenil y alocado del rock & roll, así como su lado autodestructivo, mejor que cualquier otra persona en el planeta». En palabras de Townshend: «La producción (en The Who) de nuestras grabaciones no tenían nada que ver con el sonido. Tenían que ver con tratar de mantener a Keith Moon en la silla de mierda de su batería». Dave Marsh, en su libro The New Book of Rock Lists, ubicó a Moon como #1 en su lista The 50 Greatest Rock 'n' Roll Drummers. De igual manera, fue posicionado en el lugar #2 en una encuesta de los lectores de la revista Rolling Stone en «The Best Drummers of All Time» («Los Mejores Bateristas de Todos los Tiempos»).
Muchos notables bateristas de rock han sido influenciados por Moon, incluyendo a Dave Grohl, Neil Peart, Tommy Lee y Peter Criss. El personaje «Animal» de The Muppets está basado también en Keith., e incluso en el popular manga y Anime, K-ON!, es mencionado como la inspiración de Ritsu Tainaka, la baterista del grupo.

## Kits de batería

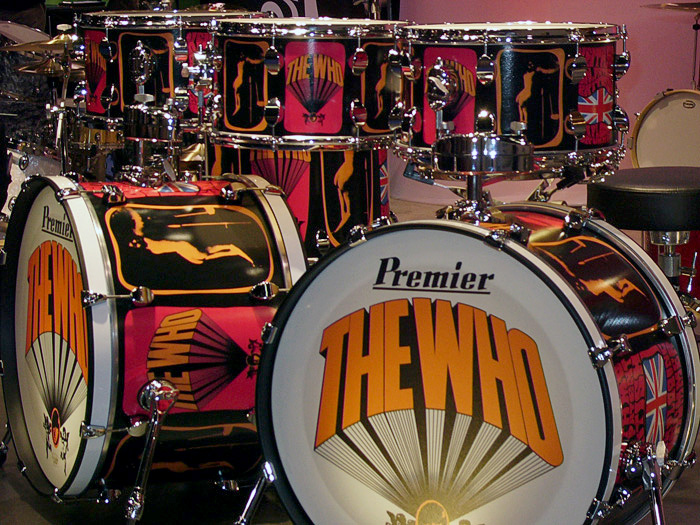
Réplica del clásico kit Premier de Keith llamado «Pictures of Lily».

La primera batería de Moon fue una Premier Percussion azul, comprada a crédito entre él y su padre Alf. Fue adquirida por sugerencia de su amigo y compañero baterista Gerry Evans. A lo largo de 1964 y 1965, Moon utilizó el típico kit de cuatro y cinco piezas, pero se cambió a un Premier con doble bombo en junio de 1966. Este nuevo set amplió su manera de tocar, Moon abandonó sus hi hat casi por completo y comenzó a basar sus ritmos en un ostinato en el doble bombo con flams de notas octavas y un constante ruido blanco creado por tocar sus crash o ride. Además de esto, acentuaba de lleno el golpe de sus platillos, convirtiendo aquel estilo en su marca registrada.
El Classic Red Sparkle Premier de Moon, consta de dos bombos de 14x22 pulgadas, tres toms montados de 8x14, un tom de piso de 16x16, una caja Ludwig Supraphonic 400 de 5x14 y un tom de piso adicional de distintos tamaños, variando entre 16x18 a 16x16. El set de platillos consistió de dos Paiste Giant Beat de 18 pulgadas de crash y de 20 pulgadas de ride. En 1973, Moon añadió una segunda fila de tom-toms (primero cuatro, luego seis), y en 1975 dos timbales más. Estos grandes kits se hicieron ampliamente conocidos, sobre todo el set ámbar que apareció en las películas Tommy y Stardust y en el material filmado por la BBC en Charlton, en 1974. El kit blanco de 1975-1976 con bordes dorados (de material real cobre, debido a la debilidad del oro), le fue regalado por Moon a Zak Starkey. Su último kit, fue un negro metálico que puede ser visto en el documental de la banda llamado The Kids Are Alright realizado en Shepperton, en 1978.

## Cita
Give me a mandolin and I'll play you rock 'n' roll.
Dame una mandolina y te tocaré un rock and roll.
NME – Octubre de 1971.

## Discografía

### Como solista
- Two Sides of the Moon (1975)